# Uglegårdsskolen
Uglegårdsskolen er en folkeskole i Solrød Strand. Den blev opført i 1973 efter tegninger af arkitekterne Halldor Gunnløgsson og Jørn Nielsen (sv) og er opført helt i træ.
Gennem hele skolen løber en kanal og der findes et stort grønt område med fodboldbaner og træer. 
Skolen har lidt over 1200 elever fordelt på 5 spor, (et enkelt på 6) A, B, C, D, E og derudover er der  klasserne J og X.   A, B, C og D og E er normale klasser på typisk omkring 25 børn. J er for dem der har udfordringer, og X for diagnoser. Uglegårdsskolen er den største skole i Solrød. Uglegårdsskolens leder er Jonas Rasmussen.
Uglegårdsskolen er udstillet som model på Museum of Modern Art i New York. Mange arkitekter, fra hele verden, kommer til skolen for at kigge på arkitekturen.[kilde mangler]
Uglegårdsskolens bygninger blev fredet i 2016.